# 視感効果度
放射の視感効果度（しかんこうかど、英語: luminous efficacy）とは、電磁波が伝搬する時間当たりのエネルギーである放射束と、これに対応するヒトの目が感じる光束とを関係付ける物理量である。SI単位はルーメン毎ワット（記号: lm/W）が用いられる。

## 定義
放射束 Φe とこれに対応する光束 Φv により
{\displaystyle \varPhi _{\text{v}}=K\,\varPhi _{\text{e}}}
と表した時の比例係数 K が視感効果度である。

### 分光視感効果度
ヒトの目が感じる明るさは波長ごとに異なる。単色光に対する視感効果度は分光視感効果度（spectral luminous efficacy）と呼ばれる。
分光放射束 Φe,λ に対して
{\displaystyle \varPhi _{\text{v}}=\int _{0}^{\infty }K(\lambda )\,\varPhi _{{\text{e}},\lambda }(\lambda )\,d\lambda }
と表したときの重み付けを与える関数 K が分光視感効果度である。
分光視感効果度が最大となる波長の視感効果度は最大視感効果度と呼ばれる。
明所視では {\displaystyle K_{\text{m}}=K(555~{\text{nm}})} であり、暗所視では {\displaystyle K'_{\text{m}}=K'(507~{\text{nm}})} である。
周波数 540×1012 Hz の単色光の視感効果度 Kcd は国際単位系（SI）を定義する定義定数の一つとして位置付けられており、その値は 683 lm/W である。波長 555 nm は周波数 540×1012 Hz にほぼ等しいため、実用上 Km ≈ Kcd = 683 lm/W とすることができる。

## 測光の国際単位系
| 測光量         | SI単位                                 | SI単位 | 備考                         |
| 測光量         | 名称                                   | 記号   | 備考                         |
| -------------- | -------------------------------------- | ------ | ---------------------------- |
| 光度エネルギー | ルーメン秒                             | lm⋅s   | 放射量における放射エネルギー |
| 光束           | ルーメン（またはカンデラステラジアン） | lm     | 放射量における放射束         |
| 光度           | カンデラ                               | cd     | 放射量における放射強度       |
| 輝度           | カンデラ毎平方メートル                 | cd/m2  | 放射量における放射輝度       |
| 照度           | ルクス（またはルーメン毎平方メートル） | lx     | 放射量における放射照度       |
| 光束発散度     | ルクス（またはルーメン毎平方メートル） | lx     | 放射量における放射発散度     |
| 視感効果度     | ルーメン毎ワット                       | lm/W   |                              |
| 発光効率       | ルーメン毎ワット                       | lm/W   | ランプ効率とも呼ぶ           |